# 루드라마데비
루드라마데비(텔루구어: ರುದ್ರಮ ದೇವಿ)는 1263년부터 1289년(또는 1295년)에 죽을 때까지 데칸고원의 텔루구계 왕조인 카카티야를 통치한 여왕이다. 그녀는 인도에서 몇 안되는 여왕 중 한 명으로서, 군림하기 위해 남성으로서의 면모를 홍보하였다. 이것은 그녀의 후계자와 후기 비자야나가라 제국이 뒤따른 중요한 변화였다.

## 생애
루드라마데비는 아마도 1240년에 찰루키아의 소규모 지파의 일원인 비라바드라와 결혼하였는데, 이 결혼은 그녀의 아버지가 찰루키아와 동맹을 맺기 위해 계획한 정략 결혼이었다. 비라바드라는 사실상 문서화되지 않았으며, 그녀의 행정부에서 아무런 역할도 하지 않았다. 부부에게는 입양된 두 딸이 있었다. 루드라마데비는 아마도 1261-62년에 공동 섭정으로 그녀의 아버지 가나파티데바와 공동으로 카카티야 왕국의 통치를 시작했을 것이다. 그녀는 1263년에 완전한 주권자가 되었다. 그녀는 이전 카카티야 군주들과 달리 귀족이 아닌 많은 사람들을 전사로 모집하기로 선택하였으며, 그들의 지원에 대한 대가로 토지세 수입에 대한 권리를 부여하였다.
루드라마데비는 그녀의 통치를 시작한 직후 동강가와 세부나의 도전에 직면하였다. 그녀는 170년대 후반에 고다바리 강 너머로 후퇴한 동강가를 격퇴하였으며, 서부 안드라 영토를 강제로 양도한 세부나를 물리쳤다. 그러나 그녀는 1273년 카야스타 족장 암바데바가 그의 가문의 우두머리가 된 후 제기된 내부의 반대 세력을 처리하는데 실패하였다. 카카티야에 종속되는 것을 반대했던 암바데바는 남서부 안드라의 대부분 지역과 오늘날 군투르구에 대한 통제권을 얻었다.
루드라마데비는 암바데바와 싸우다가 1289년에 사망했을 수 있지만, 일부 문헌에서는 그녀가 1295년까지 죽지 않았다고 전한다. 그녀의 딸 중 한 명의 아들인 프라타파루드라가 그녀의 뒤를 이어 그녀보다 작은 왕국을 물려받았다.